# Ehsan Mohajer Shojaei
Ehsan Mohajer Shojaei (persisch احسان مهاجر شجاعی; * 21. März 1983 in Borudscherd) ist ein ehemaliger iranischer Leichtathlet, der sich auf den Mittelstreckenlauf spezialisiert hat.

## Sportliche Laufbahn
Erste internationale Erfahrungen sammelte Ehsan Mohajer Shojaei im Jahr 2002, als er bei den Juniorenasienmeisterschaften in Bangkok in 1:50,08 min den fünften Platz im 800-Meter-Lauf belegte. Im Jahr darauf gelangte er bei den Weltmeisterschaften nahe Paris bis in das Halbfinale und schied dort mit 1:47,71 min aus. Anschließend erreichte er bei den Asienmeisterschaften in Manila das Finale, konnte dort aber sein Rennen nicht beenden. 2004 wurde er bei den Hallenasienmeisterschaften in Teheran in 1:49,76 min Fünfter über 800 Meter und gewann im 800-Meter-Lauf in 3:56,06 min die Bronzemedaille hinter dem Bahrainer Rashid Ramzi und seinem Landsmann Sajjad Moradi. 2005 nahm er erstmals an der Sommer-Universiade in Izmir teil und belegte dort in 1:47,96 min den sechsten Platz über 800 Meter und erreichte im 400-Meter-Lauf das Halbfinale, in dem er aber nicht das Ziel erreichte. Anschließend konnte er bei den Asienmeisterschaften in Incheon seine Läufe über 800 und 1500 Meter nicht beenden, wurde aber mit der iranischen 4-mal-400-Meter-Staffel in 3:08,75 min Vierter. Im Jahr darauf nahm er an den Asienspielen in Doha teil und gewann dort in 1:47,43 min die Bronzemedaille hinter dem Bahrainer Yusuf Saad Kamel und Mohammad al-Azemi aus Kuwait.
2007 belegte er bei den Asienmeisterschaften in Amman in 1:57,81 min den siebten Platz und anschließend siegte er bei den Studentenweltspielen in Bangkok in 1:46,04 min. Anfang November gewann er dann bei den Hallenasienspielen in Macau in 1:50,22 min die Silbermedaille hinter dem Kuwaiter Mohammad al-Azemi. Im Jahr darauf gewann er bei den Hallenasienmeisterschaften in Doha in 1:48,68 min die Silbermedaille hinter dem Bahrainer Yusuf Saad Kamel und schied anschließend bei den Hallenweltmeisterschaften in Valencia mit 1:49,32 min im Halbfinale aus. Zudem qualifizierte er sich in diesem Jahr für die Teilnahme an den Olympischen Spielen in Peking, bei denen er mit 1:49,25 min in der ersten Runde ausschied. 2009 schied er bei der Sommer-Universiade in Belgrad mit 1:50,65 min im Halbfinale aus und 2011 wurde er bei den Asienmeisterschaften in Kōbe in 1:49,44 min Sechster über 800 Meter und gewann mit der Staffel in 3:08,58 min die Bronzemedaille hinter den Teams aus Japan und Saudi-Arabien. 2014 beendete er in Hrodna seine aktive sportliche Karriere im Alter von 31 Jahren.
2004 wurde Mohajer Shojaei iranischer Hallenmeister im 800-Meter-Lauf.

## Persönliche Bestleistungen
- 400 Meter: 46,51 s, 22. Mai 2008 in Teheran
  - 400 Meter (Halle): 48,91 s, 12. Februar 2009 in Teheran
- 800 Meter: 1:45,90 min, 11. August 2007 in Bangkok
  - 800 Meter (Halle): 1:48,68 min, 16. Februar 2008 in Doha
- 1500 Meter: 3:55,60 min, 8. Juni 2008 in Almaty
  - 1500 Meter (Halle): 3:56,06 min, 6. Februar 2004 in Teheran